# علي مرده (سقز)
قرية علي مرده (بالكردية: عەلی مەردە) هي إحدى القرى التابعة لـتيله کو في ريف قسم زيويه من مقاطعة سقز، في محافظة كردستان الإيرانية.

## السكان
حسب إحصاءات سنة 2006، بلغ إجمالي السكان في علي مرده 136 نسمة وعدد المساكن 25 مسكن. لغة سكان علي مرده هي اللغة الكردية و هم من أهل السنة والجماعة والمذهب الشافعي.